# 菲律賓太空總署
菲律賓太空局（Philippine Space Agency，簡稱PhilSA）是菲律賓的國家太空機構。
根據菲律賓太空法（共和國法案編號11363），菲律賓太空局於2019年8月8日由總統羅德里戈·杜特爾特簽署成立，旨在管理和運營分散的菲律賓政府太空計劃，原本由菲律賓科技部（Department of Science and Technology，簡稱DOST）的各個機構負責管理。

## 背景
在成立菲律賓太空局之前，菲律賓的太空計劃面臨兩個主要挑戰：
資金不足和缺乏一個集中管理太空計劃的機構。
在沒有正式太空機構的情況下，菲律賓科技部（DOST）通過國家太空發展計劃提供資金，為未來太空機構的建立奠定基礎。 菲律賓先前由DOST的多個機構負責國家太空計劃，包括菲律賓大氣、地球物理和天文服務局（PAGASA）、國家地圖與資源信息局（NAMRIA）以及國家災害風險管理委員會（NDRRMC）。菲律賓科技部和馬尼拉天文台於2012年制定了一項為期10年的總體計劃，計劃到2022年使菲律賓成為一個“具有太空能力的國家”。 該計劃的科學家們向媒體公佈了一份由Deocaris起草的草案，他們提交給菲律賓15屆國會（2010年7月26日至2013年6月6日）的AGHAM Partylist議員安吉洛·帕蒙斯提出的立法案草案，後來將以《菲律賓太空法》（2012年，议案编号6725）为名的《菲律宾太空法》。
2014年，該國開始了一個微衛星計劃，當地工程師們開發並製造了Diwata-1、Diwata-2和Maya-1，這三顆衛星隨後通過外國設施進行發射。所有三顆衛星均取得了成功。

## 立法歷史
菲律賓太空總署的設立是透過立法提出的，特別是透過第17屆菲律賓國會（2016年7月25日至2019年6月4日）的《2016年菲律賓太空法案》（眾議院法案編號3637號）和《菲律賓太空法案》（參議院法案編號1211號）。 2018年11月27日，眾議院通過了替代性法案《菲律賓太空發展法》（眾議院法案編號8541號），並進入第二讀階段。《該法案還提供了菲律賓太空發展和利用政策（PSDUP），這將成為該國太空發展的主要戰略路線圖，體現了該國成為未來十年太空能力和太空航行國家的核心目標。》 菲律賓科技部長Fortunato dela Peña支持《8541號法案》。
2018年12月，《HB 8541》在第三次和最後一次表決中以207票贊成、無反對或棄權票通過。根據該法案，菲律賓太空總署將隸屬於科學和技術部（DOST）。此外，該法案設立了菲律賓太空發展基金，專門用於總署的運作。此外，該法案還規定將交通運輸部（DOTr）和科技部的天文太空相關職能轉移給菲律賓太空總署。
在2019年5月，「菲律賓太空法案」（參議院法案編號1983號）經過18名參議員一致通過，無反對票通過。 因此，法案指定從當年度財政預算撥款10億比索，並從後續的一般預算法案中獲得資金，另外還從菲律賓遊樂與遊戲公司（PAGCOR）和轉換及發展管理局（BCDA）獲得額外的10億比索，每年釋出2億比索。 兩院聯席委員會於2019年6月4日批准了《HB 8541》，將太空總署納入總統辦公室的管轄之下。《HB 8541》和《SBN 1983》的整合版本預計由菲律賓總統羅德里戈·杜特爾特簽署成為法律。 參議院有關《參議院法案1983號》的信息頁面報導，整合後的法案於2019年7月9日提交至總統府馬拉卡南宮。

## 成立
杜特蒂於2019年8月8日簽署了《菲律賓太空法案》（RA 11363），並在8月13日向記者發布了該法案的副本。
在簽署這項新法律時，杜特爾特承認了「迫切需要創建一個統一和統一的太空發展和利用戰略，以跟上其他國家在太空科學和技術方面的步伐」，因此成立了這個機構。
根據《菲律賓太空法案》正式成為法律後，科技部長德拉佩尼亞已致函總統府，要求啟動菲律賓太空總署實施規則和條例（IRR）的起草工作。
菲律賓太空總署的首任局長Joel Marciano Jr.於2019年12月5日由杜特爾特總統任命。
儘管根據法律，菲律賓太空總署（PhilSA）應將其主要辦公室設在克拉克，但太空總署決定暫時在Quezon City設立辦公室，至少持續到2021年。 菲律賓太空總署還將從科技部在2014年啟動的太空計劃過渡至新成立的機構。

## 組織
菲律賓太空委員會是該機構的主要顧問機構。根據計劃，將至少分配30公頃作為菲律賓太空總署的總部和主要研究設施，位於克拉克特別經濟區內的官方場地，位於Pampanga和Tarlac，目標完成日期為2022年。未來還將建立額外的設施，包括發射場地和研究開發設施。
菲律賓太空總署在2021年10月宣布，其總部國家太空中心將建於塔爾拉克省卡帕斯新克拉克城（New Clark City）。
該機構的職責涵蓋六大領域：國家安全和發展、災害管理與氣候研究、太空研究與開發、太空產業能力建設、太空教育和宣傳、以及國際合作。

## 菲律賓太空委員會
菲律賓太空委員會是菲律賓太空總署的主要顧問機構，由總統領導並擔任委員會主席。 該委員會的成員組成如下：
- 主席 - 菲律賓總統
- 副主席 - 菲律賓科技部長和國防部長
- 其他成員
  - 菲律賓參議院科技委員會主席
  - 菲律賓眾議院科技委員會主席
  - 菲律賓國家經濟和發展管理局總幹事
  - 菲律賓財政、外交、農業、環境及自然資源、工業貿易、以及資訊和通訊技術部長

## 活動與計畫
根據菲律賓科技部的資料，菲律賓已經擁有足夠的基礎設施來運作一個專門的太空機構。自2010年以來，菲律賓在太空研究與開發上已經投入了74.8億比索（約合1.44億美元），支持了5500名學者，培訓了1000多名太空科學專家，並在菲律賓各地建立了25個設施。此外，菲律賓還開發了六顆小型衛星（包括Diwata-1、Diwata-2、Maya-1、Maya-2、Maya-3和Maya-4）並將它們送入太空。原定在2023年推出一顆更大的名為MULA的衛星來推進太空計劃，但目前已將其發射推遲至2025年。
雖然該機構的即期目標不涉及像美國的NASA（美國國家航空暨太空總署）和日本的JAXA（日本航空航天研究開發機構）那樣發射火箭，但計劃在長遠中追求這樣的目標。

## 外部連結
- 官方网站